# Amanda Vilanova
Amanda Victoria Vilanova Pérez (sinh ngày 30 tháng 12 năm 1991 tại San Juan) là người dẫn chương trình truyền hình, người mẫu và hoa hậu cuộc thi sắc đẹp được trao vương miện tại cuộc thi Hoa hậu Puerto Rico năm 2011. Cô đại diện cho đất nước Puerto Rico tham gia cuộc thi Hoa hậu Thế giới 2011 và giành được ngôi vị Á hậu 2.

## Cuộc thi sắc đẹp

### Hoa hậu Mỹ - Latin năm 2010
Năm 2010, cô đã giành ngôi vị Á hậu 1 cuộc thi Hoa hậu Mỹ - Latin năm 2010, tại Punta Cana, Cộng hòa Dominican.

### Hoa hậu Thế giới Puerto Rico 2011
Cuộc thi Hoa hậu Thế giới Puerto Rico năm 2011 được tổ chức tại Nhà hát Alejandro Tapia y Rivera, Old San Juan, Puerto Rico và ngày 9 tháng 6 năm 2011. Tại đó Vilanova đại diện cho thành phố San Juan giành chiến thắng.

### Hoa hậu Thế giới 2011
Amanda Vilanova đại diện cho Puerto Rico tham gia cuộc thi Hoa hậu Thế giới 2011 tại Luân Đôn, Anh vào ngày 6 tháng 11 năm 2011. Cô giành được vị trí Á hậu 2. Người đăng quang năm đó là Ivian Sarcos của Venezuela.

## Điện ảnh
Vilanova có kinh nghiệm trong các vở kịch khác nhau. Cô là một nữ diễn viên. Năm 2010, cô diễn vở kịch Private Lives (đạo diễn Jose Juan). Tháng 4 năm 2011, cô đóng vai Sister James trong một bản dịch tiếng Tây Ban Nha của John Patrick Shanley mang tên Doubt: A Parable. Vở kịch được biểu diễn trong nhà hát Teatrito thuộc trường Đại học Puerto Rico, kí túc xá Río Piedras.